# توم باريت (سياسي)
توم باريت (بالإنجليزية: Tom Barrett)‏ هو سياسي أمريكي، ولد في 30 أبريل 1981 في ساوثفيلد في الولايات المتحدة. حزبياً، نشط في الحزب الجمهوري. وقد انتخب عضو مجلس نواب ميشيغان ‏.